# Tales from Sadness
Tales from Sadnes è il primo album in studio del gruppo progressive metal italiano Raintime, pubblicato nel 2005.

## Tracce
1. Moot-Lie
2. Faithland
3. Creation
4. The Experiment
5. Denied Recollection
6. Chains of Sadness
7. Using the Light Forever
8. Daily Execution/Paradox Defeat